# Internationale Vliegweek voor Watervliegtuigen
De Internationale Vliegweek voor Watervliegtuigen (7 - 16 september 1912) was een Belgische meeting voor watervliegtuigen te Temse.

## Historiek
De meeting was opgezet voor de beoordeling van watervliegtuigen die eventueel ingezet konden worden in Belgisch Congo. Er werden proeven uitgevoerd met een eigen vliegtuig door vijftien piloten uit België, Frankrijk en Duitsland. Het was het grootste evenement uit de geschiedenis van Temse.
Op 16 september 2012 vond het eeuwfeest plaats, hierbij werd het boek 100 jaar Internationale Vliegweek Temse 1912-2012 van Frank De Cuyper en Didier Van Riel voorgesteld. Tevens was er onder meer een replica van de Donnet-Lévêque Type C te zien, een vliegtuigtype dat in 1912 aan de meeting deelnam. Ter gelegenheid van de viering werd in de gemeente Pilotenbier gebrouwen, een blond bier van hoge gisting (6,5%).